# Транспорт в КНР

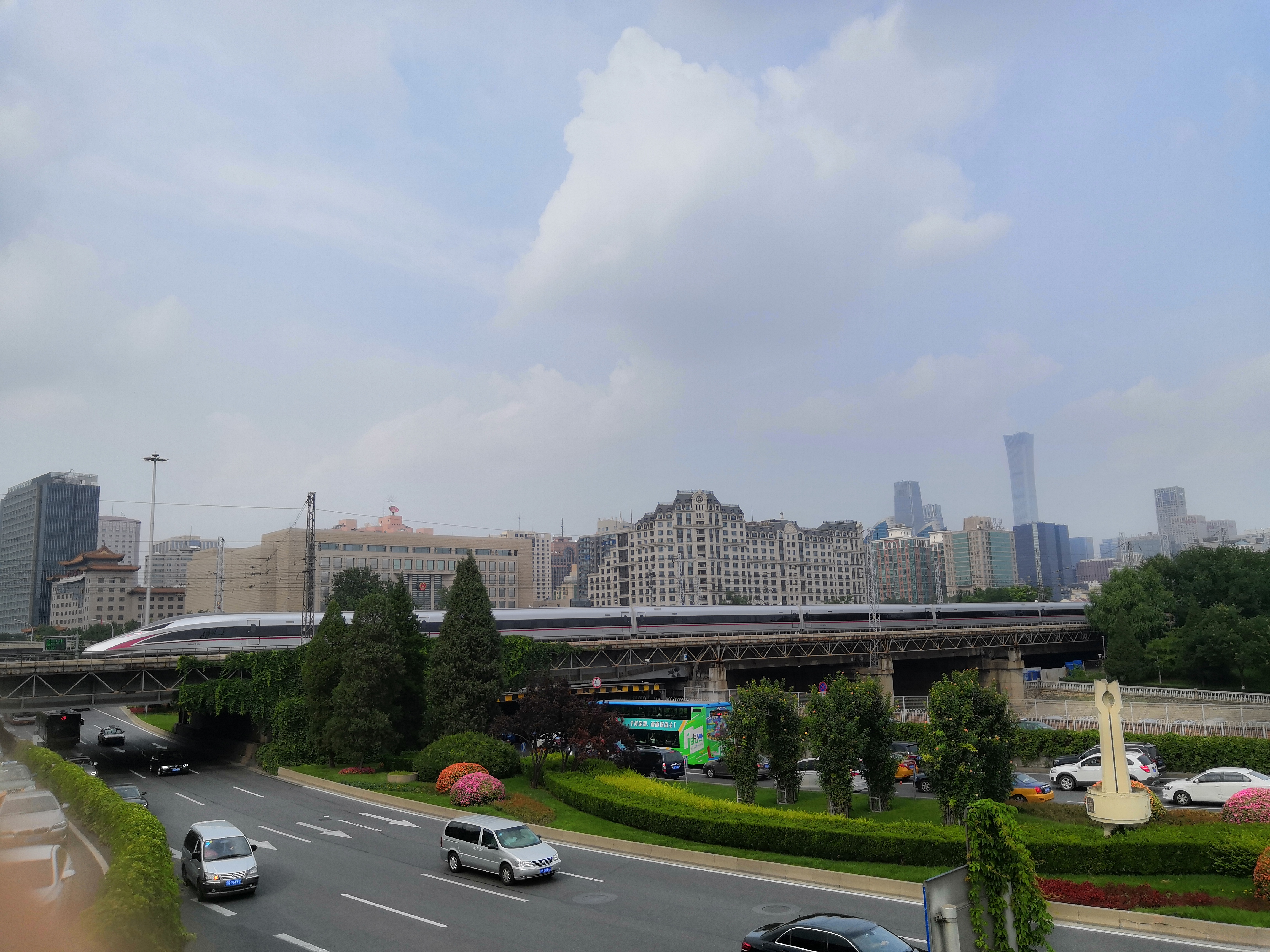
Улицы Пекина, столицы Китая

Транспорт в Китае (КНР) начал массово развиваться с 1949 года, его развитие ускорилось в 1980-е годы, а с рубежа XX и XXI веков бурный рост сделал Китай мировым лидером в сфере транспорта. 
Строительство в КНР аэропортов, дорог и железнодорожных путей сильно увеличило занятость населения.

## История

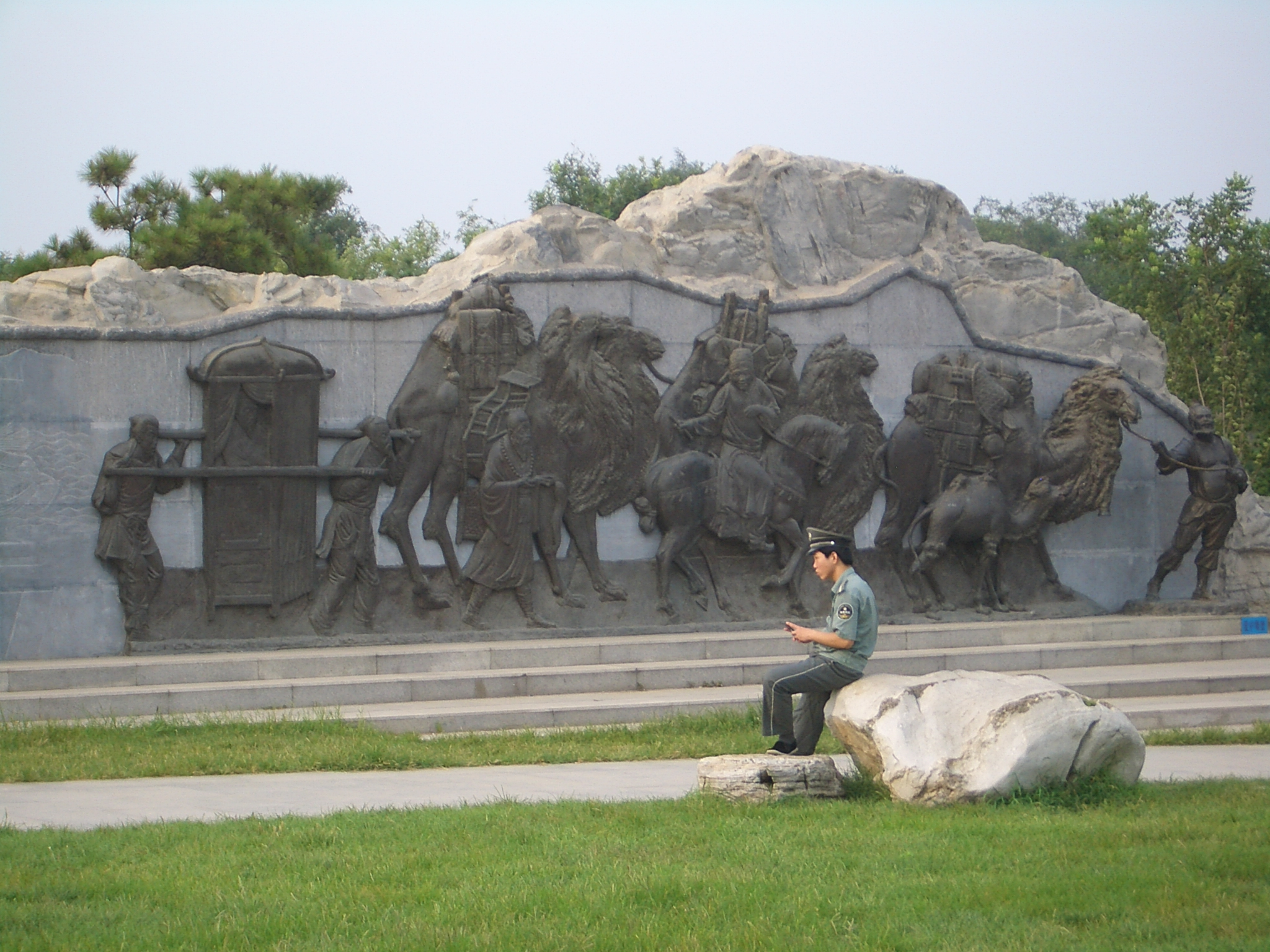
Ещё в начале XX в. караваны верблюдов играли важную роль на севере Китая, в качестве транспорта между Пекином, Монголией, и Синьцзяном

В настоящее время Китай находится на стадии глобального обновления своей транспортной инфраструктуры. До сегодняшнего дня китайская экономика росла, несмотря на неразвитость инфраструктуры, но сейчас этот фактор сдерживает рост, поэтому правительство Китая прикладывает усилия по созданию эффективной системы перемещения людей и грузов по стране. По статистике Всемирного банка, плохая инфраструктура в 1990-х годах снижала ВВП Китая на 1 %. Транспортная составляющая в стоимости товаров равняется 20 % — в сравнении с 5-10 % в США и других развитых странах.
Последние десятилетия страна упорно работает в этом направлении, вкладывает в развитие инфраструктуры огромные средства.
Для более эффективного использования водных путей сообщения Китай реконструирует порты.
По всей стране также идёт строительство аэропортов, из-за чего растут и сопутствующие отрасли индустрии.
К концу 2010-х по развитию автомагистралей высшего уровня сложности (хайвэи) Китай занимал уже первое место — в КНР таких автомагистралей 161 тыс. км  (в США — около 97 тыс. км).
В начале 2022 г. Госсовет КНР обнародовал план развития транспортной системы страны до 2025 года, часть транспортной стратегии КНР до 2035 года. Её целью имеется обеспечить транспортную доступность территории КНР и зарубежных маршрутов. К 2035 году планируется сформировать так называемое всекитайское транспортное кольцо «1−2-3» для пассажироперевозок и глобальное логистическое кольцо «1−2-3» для грузоперевозок (оно позволит доставлять почту, отправленную экспресс-службами, в пункт назначения в Китае за один день, в соседние страны за два, в основные города мира — за три дня).
По этим планам, общая протяженность высокоскоростных железных магистралей, со скоростями движения поездов 250 км в час и больше, составит 50 тыс. км (по сравнению с 38 тыс. км в 2020 году), сеть скоростных железных дорог охватит не менее 95 % городов с населением более 500 тыс. человек. Общая же протяженность железнодорожной сети увеличится на 20 тыс. километров и достигнет 165 тыс. Будет построено ещё 30 крупных аэропортов, которые доведут их общее число до 270; протяженность внутренних водных путей высокого качества будет увеличена с 16,1 тыс. км до 18,5 тыс. км. К 2025 году протяженность автомагистралей в Китае достигнет 190 тыс. км (в 2020 году — 161 тыс. км).

## Железнодорожный транспорт

### Железные дороги

Карта железных дорог за 2020 г.

Железные дороги — один из наиболее популярных видов транспорта для дальних поездок в стране. По состоянию на конец 2014 года, общая длина сети дорог — более 112 тыс. километров (Китай занимает второе место в мире по этому параметру, уступая лишь США, но уже опережая Россию). Сеть охватывает практически все провинции, кроме специального административного района Макао. 
К настоящему времени бурно развивающаяся национальная система высокоскоростного движения в Китае стала крупнейшей в мире, превышающей таковые в Японии и Европе вместе взятые. 
- Железнодорожная магистраль Китай — Кыргызстан — Узбекистан

Почти все железнодорожные компании подчинены Министерству железных дорог. Оператором железных дорог является компания «China Railways» (中国铁路).

### Метрополитен
Строительство метрополитенов в КНР осуществляется с 1965 г. Первая линия метро длиной 24 км была построена в Пекине в 1965—1969 годах. 
В 1980—1993 гг. в Китае метро существовало только в двух городах (не считая Гонконга), а к настоящему времени число метрополитенов и лёгких метро в континентальном Китае выросло до более трёх десятков, став наибольшим в мире, причём метрополитены двух столиц (Шанхая и Пекина) стали крупнейшими в мире.
В декабре 2009 года Госсовет КНР санкционировал строительство линий метро в 22 китайских городах. Общая протяженность 89 новых линий метро составит около 2,5 тыс. километров, на их строительство будет израсходовано 993,7 млрд юаней ($146,13 млрд).. 
Позднее число городов, где есть или будет построен метрополитен увеличено до более шести десятков.

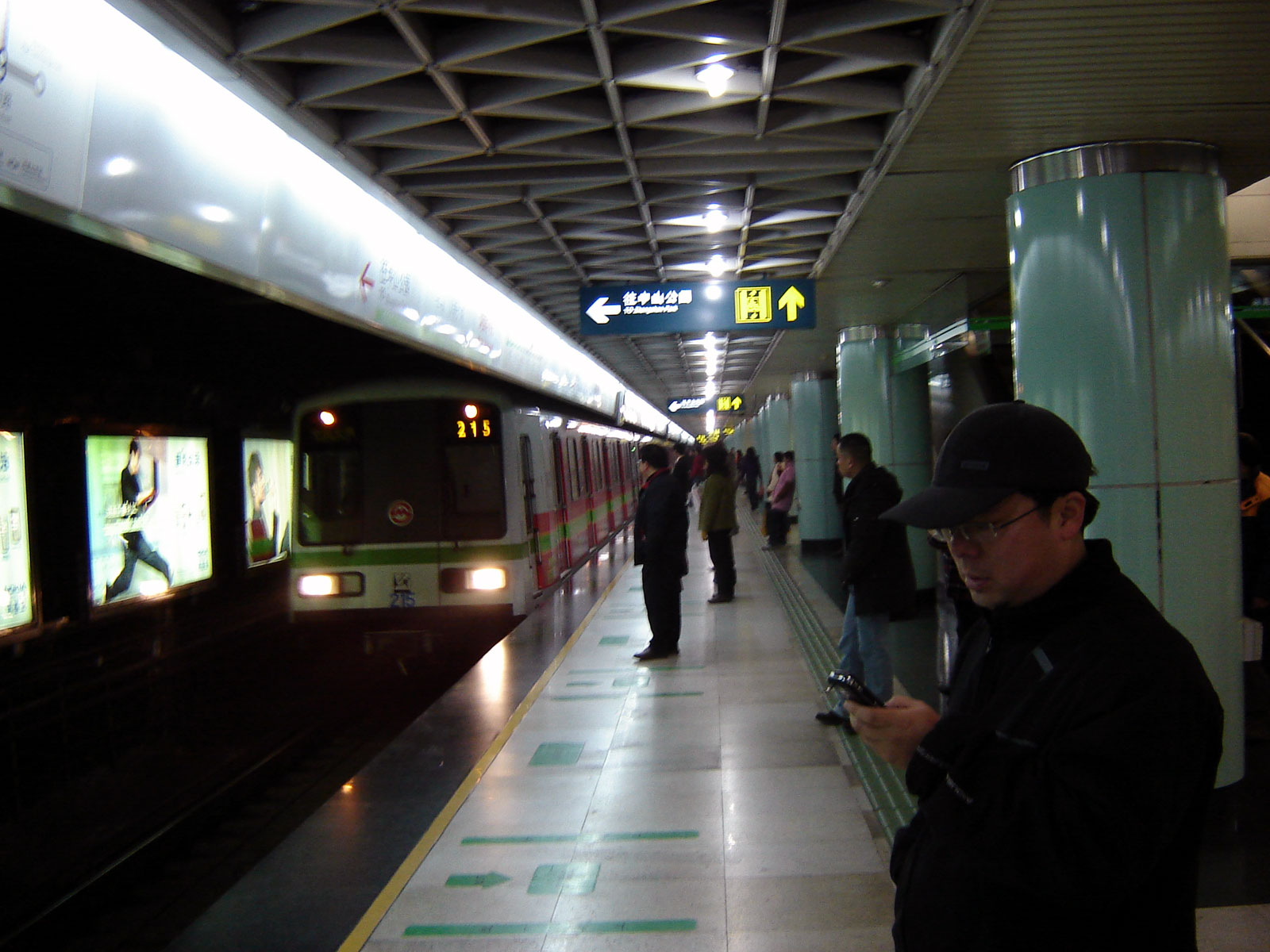
Шанхайский метрополитен, линия номер 2

Для предотвращения терактов — в Китае на всех станциях метрополитена) на входах в вестибюли установлены рамки металлодетекторов и детекторы взрывчатых средств (хотя известны случаи терактов и перед такими объектами защиты). 
Метрополитен вне континентального Китая:
- Гонконгский метрополитен
- Железная дорога Коулун — Гуанчжоу — городские поезда мегалополиса Гонконг-Гуанчжоу фактически являются скоростным метрополитеном для сросшихся этих, промежуточных и прилегающих городов.

Помимо КНР, в Китае существуют метрополитены Китайской Республики на Тайване: в Тайбэе, Гаосюне, Тайчжуне и Таоюане.

### Маглев
Китай запустил второй в мире коммерческий поезд на магнитной левитации (маглев). В ходе совместного китайско-германского проекта была построена 30-км высокоскоростная (450 км/ч) маглев-трасса от шанхайского аэропорта Пудун до центра Шанхая, начавшая работать в 2002 году; стоимость проекта составила 1,2 млрд долл..
Впоследствии городские маглевы также были пущены в Чанше и в Пекине. 
В июле 2021 года государственное информагентство Xinhua сообщило о выпуске  с производственной линии в Циндао первого в мире полностью разработанного в Китае поезда на магнитной подушке, который способен развивать скорость до 600 км/ч.
В августе 2024 года стало известно об успешном проведении испытаний поезда-аналога проекта Hyperloop Илона Маска в Китае. Сообщалось, что сверхскоростной пассажирский состав маглев-поезда в вакуумной трубе сумел разогнаться на двухкилометровом отрезке до 1000 км/ч.
В июле 2025 года в рамках 12-го Всемирного конгресса высокоскоростных железных дорог компания Changchun Railway Vehicles представила прототип нового поезда маглев с электродинамической подвеской на сверхпроводящих магнитах, рассчитанного на движение до 600 километров в час. Кузов состава изготовлен из алюминиевого сплава и углеродного волокна, длина головного вагона составляет 29,355 метра, ширина – 3 метра, высота – 3,5 метра. Производитель предполагает, что такие поезда будут востребованы на маршрутах между крупнейшими городами страны, а строительство линий для коммерческой эксплуатации начнётся ориентировочно через 5 лет.

## Автотранспорт
В первые годы после образования КНР в стране насчитывалось всего лишь 80,7 тыс. км. шоссейных дорог. За 65 лет, к 2009 году, общая протяженность шоссейных дорог в стране увеличилась в 50 раз. 
На конец 2014 года протяжённость автодорог (включая сельские) превышала 4,2 млн км; общая длина современных автомагистралей составляла 111,95 тыс. км (в одном только 2014 году было введено в строй 7,45 тыс. км скоростных автострад). 
В 2020 году общая длина дорог, построенных для скоростного движения, составила 161 тыс. км., к 2025 году протяженность автомагистралей достигнет 190 тыс. км.
Среди известных дорог — Каракорумское шоссе и Бирманская дорога.
Автомобильная промышленность Китая, ставшая в XXI веке мировым лидером, ежегодно выпускает более двух десятков миллионов машин, что больше чем производят два прежних мировых лидера, США и Япония, вместе взятые.

## Водный транспорт
Водный транспорт:

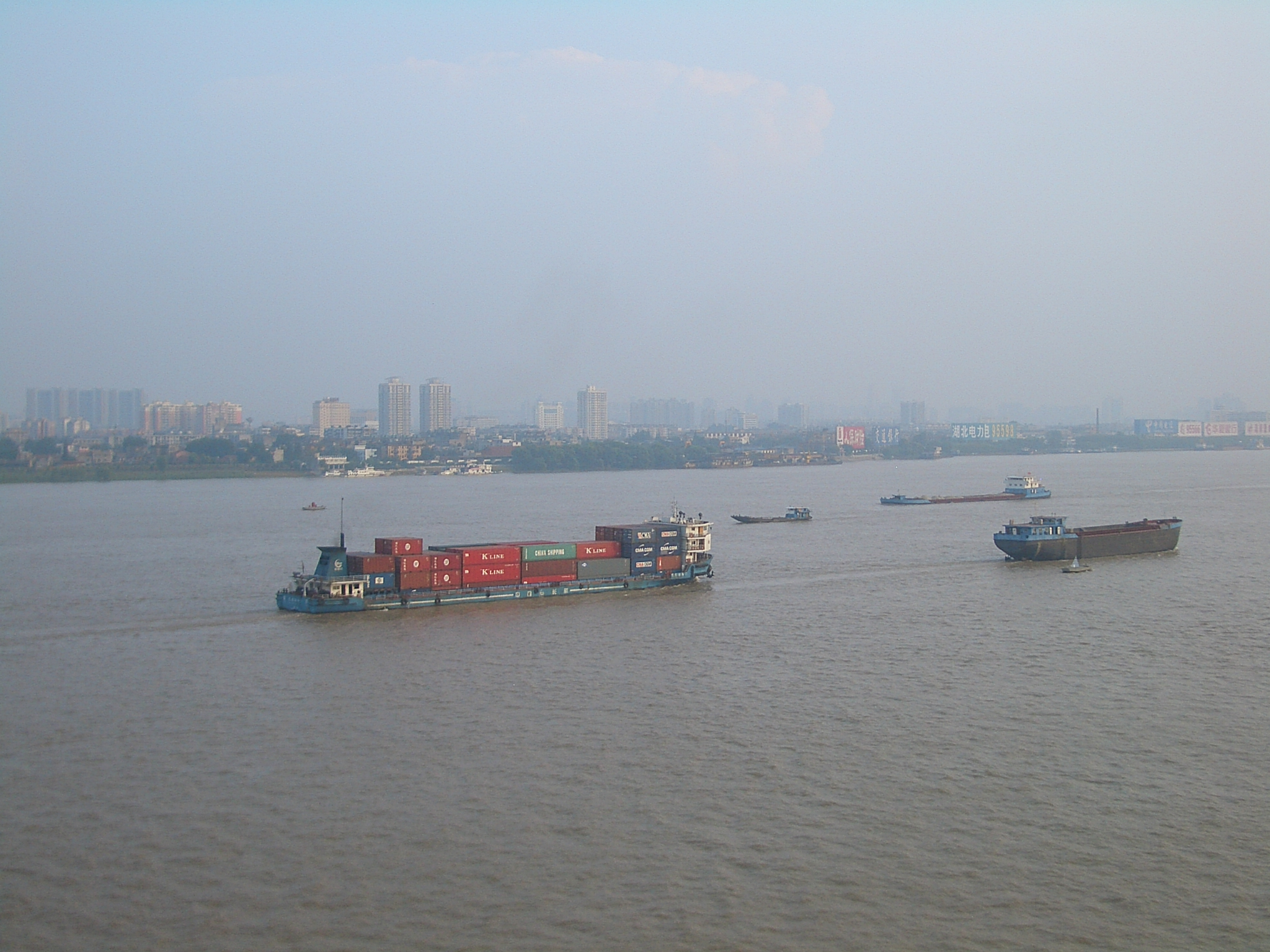
На Янцзы в Ухане

совокупная протяженность пресноводных транспортных маршрутов в Китае (по рекам, озёрам и каналам) оценивается в 140 тыс. км.
В Китае более 2000 портов, 130 из которых принимают иностранные корабли. Крупнейшие 16 портов Китая имеют оборот в 50 млн тонн в год; суммарный оборот в стране превышает 2890 млн тонн.
В 2004 году торговый флот Китая составил 3497 судов.

## Авиатранспорт
В Китае бурно развивается гражданская авиация (Администрация гражданской авиации КНР, CAAC). К 2007 году в стране было приблизительно 500 аэропортов, из которых в 400 были асфальтированные ВПП. Число авиаперевозчиков также растет.
Совокупный парк воздушных судов в континентальном Китае в 2010 году насчитывал 1580 единиц (в 2006 году — всего 863 ед.). К 2025 году этот показатель должен возрасти до 4000 единиц.

## Трубопроводный транспорт
Трубопроводный транспорт:
в 2006 году совокупная протяженность газопроводов на территории Китая составила 22 664 км, нефтепроводов — 15 256 км, трубопроводов для нефтепродуктов — 6106 км.